# Дифференцированная бронезащита
Дифференцированная бронезащита или дифференцированное бронирование — классификационный термин конструкции боевых бронированных машин (ББМ), таких как танки, самоходные артиллерийские установки, бронетранспортёры, боевые машины пехоты и бронеавтомобили. 
Боевая машина имеет дифференцированную бронезащиту, если её корпус имеет броню неравной толщины в различных своих частях. Как правило, броня большей толщины устанавливается в местах, подверженных наиболее плотной огневой (снарядной) нагрузке — в лобовой проекции или по всей передней оконечности машины. Менее толстой бронёй защищаются борта и корма. 
Принцип дифференцированного бронирования (и его наименование) был выработан ЦНИИ-48 при непосредственном участии его директора А.С. Завьялова в 1943 -1944 годах, когда вместо равнотолщинной по периметру машины защиты было предложено резко усилить бронирование лобовой проекции корпуса и башни. В частности эти данные были использованы конструктором Н.Л. Духовым при проектировании танка ИС-3. 
Антиподом дифференцированной бронезащиты является равнопрочное бронирование, когда весь корпус машины собирается из бронеплит равной толщины (кроме крыши и днища). 
Примером равнопрочного бронирования является бронекорпус танка Т-34, все бронедетали которого выполнены из катаной стальной брони марки «8С» толщиной 45 мм. ТТТ на защиту танка была задана его непоражаемость при обстреле бронебойным цельнокорпусным (калиберным) бронебойным снарядом 37-мм пушек со всех дистанций. 
Преимуществом дифференцированной бронезащиты является меньшая масса машины при том же уровне защищённости со всеми вытекающими положительными последствиями, такими как лучшая подвижность, меньшая нагрузка на подвеску и моторно-трансмиссионную группу, возможность дальнейшего усиления бронирования и вооружения. Однако существуют и недостатки — бо́льшая уязвимость для флангового огня по сравнению с равнопрочным бронированием с той же толщиной лобовых деталей, необходимость в разнообразных марках броневого проката.
Уже к 1980-м годам на основных танках была достигнута "глубокая дифференциация бронирования", при которой эквивалентная (по стали) толщина лобовой брони составляла 400...500 мм (применительно к снарядам кинетического действия), при этом фактическая толщина бортовой брони оставалась на уровне 70...80 мм. Сказанное обуславливает риск катастрофических последствий для машины и экипажа при незначительных изменениях угловой ориентации танка (курсового угла) относительно стреляющего. На осознание этого факта и постановку проблемы ушли несколько десятилетий.
Наконец в 2000-е годы были сделаны практические шаги в направлении всеракурсной (многоуровневой) защиты объектов, включающих усиление бронезащиты (БЗ) лобовых и бортовых проекций, а также БЗ верхней полусферы объекта.
Судя по опубликованным данным, к настоящему времени успехи в области равнопрочного бронирования достигнуты на новых машинах класса тяжелых БМП и БТР, в частности на БМП «Пума» (боевая масса 43 т), универсальной гусеничной платформе «Эйджакс» (SCOUT SV) в варианте БРМ (боевая масса 38-42 т), БТР CV90 Armadillo (боевая масса 29-35 т).

### Сноски
1. ↑  Начиная с декабря 1941 года в танковых частях начали pаботать бpигады ЦНИИ-48. На протяжении всей войны ЦНИИ-48 систематически исследовал и анализировал результаты попадания снарядов в советские танки, оценивал статистику поражений и выявлял слабые и наиболее уязвимые элементы конструкции. Сотрудники Московской группы ЦНИИ 48 проводили большую работу непосредственно в действующих танковых частях и на полях танковых боев, обследуя подбитую и вышедшую из строя отечественную и трофейную технику. Сотрудники только МГ ЦНИИ-48 за годы войны обследовали более 14 тысяч машин, собрав ценнейший материал по их поражаемости. Это позволило оперативно выявить наиболее уязвимые узлы отечественных танков и принять меры по усилению их защиты, найти ослабленные узлы танков противника и дать рекомендации по борьбе с этой техникой см. Московская группа ЦНИИ-48 на сайте АО "«НИИ стали» Архивная копия от 29 декабря 2019 на Wayback Machine
2. ↑  Позднее, к 1942 году было установлено, что 45-мм броня танка не пробивается подкалиберным снарядом (с твёрдым сердечником) немецкой 37-мм пушки с дистанцией свыше 300 м. - Записка наркома танковой промышленности СССР В.А.Малышева «О толщине брони Т-34». 23 июня 1942 г. Совершенно секретно. Товарищу Сталину И.В.